# Andriana (växtsläkte)
Andriana är ett släkte i familjen flockblommiga växter. Det beskrevs av Ben-Erik van Wyk 1999.
Släktet omfattar tre arter som samtliga förekommer på Madagaskar:
- Andriana coursii (Humbert) B.-E.van Wyk
- Andriana marojejyensis (Humbert) B.-E.van Wyk
- Andriana tsaratananensis (Humbert) B.-E.van Wyk